# Alan Berg
Alan Harrison Berg (gener de 1934 - 18 de juny de 1984) va ser un presentador de ràdio estatunidenc a Denver, Colorado. Nascut en una família jueva, tenia opinions atees i liberals obertes i un estil d'entrevista de confrontació. Berg va ser assassinat per membres del grup supremacista blanc "L'Ordre", que creia en matar tots els jueus i enviar tots els negres a l'Àfrica. Els implicats en l'assassinat formaven part d'un grup que planejava matar jueus prominents com Berg. Dos dels assassins de Berg, David Lane i Bruce Pierce, van ser condemnats per violacions dels drets civils federals per haver-lo assassinat. Van ser condemnats a 190 anys i 252 anys de presó, respectivament.

## Primers anys de vida
Berg era natural de Chicago, Illinois. Hi ha informes contradictoris sobre la seva data exacta de naixement, que normalment s'indica com l'1 o el 18 de gener, mentre que el registre de naixement de Berg dóna la data del 9 de gener. Era el més gran de dos fills que va tenir Joseph Berg (1897–1983), un dentista anglès, i Ruth Kanter (1909–1994), propietària d'una botiga de roba de Saint Louis. La família era jueva, però segons Berg, el seu pare va amagar la seva fe als clients i veïns. Berg es va graduar de l'institut als 17 anys i es va casar amb Judith Lee Berg (de nom de soltera Halpern) el 1951. Van anul·lar el matrimoni després de 30 dies, però es van tornar a casar el 1958. La parella no va tenir fills i es va divorciar el 1978.
Va estudiar a la Universitat de Colorado a Denver abans de transferir-se a la Universitat de Denver. Als 22 anys, Berg va ser una de les persones més joves a aprovar l'⁣examen d'advocacia de l'estat d'Illinois i va començar a exercir a Chicago. Tanmateix, va començar a patir convulsions neuromusculars i es va convertir en alcohòlic. La seva dona el va convèncer de deixar la seva professió per buscar ajuda. Es van mudar a Denver, la seva ciutat natal, i ell va entrar en rehabilitació voluntàriament. Tot i que va completar el seu tractament, va continuar patint convulsions. Finalment, li van diagnosticar un tumor cerebral. Després que li l'extirpessin quirúrgicament, es va recuperar completament. Durant la resta de la seva vida, Berg va portar serrell llarg per amagar les cicatrius quirúrgiques.

## Carrera a la ràdio
Berg va treballar en una botiga de sabates i més tard va obrir una botiga de roba a Denver, on va conèixer el presentador del programa d'entrevistes de KGMC, Laurence Gross. Impressionat amb Berg, Gross el va convidar en diverses ocasions. Quan Gross va deixar KGMC per acceptar una feina a San Diego, Califòrnia, va sol·licitar que Alan Berg fos nomenat el seu successor.
De KGMC, que va canviar el seu indicatiu a KWBZ, Berg es va traslladar a KHOW, també a Denver. Després de ser acomiadat de KHOW, Berg va tornar a KWBZ abans que canviés a un format totalment musical i tornés a perdre la feina. Berg, a l'atur, va ser festejat tant per KTOK a Oklahoma City, Oklahoma, com per una emissora a Detroit, Michigan. Finalment, va ser contractat per KOA (AM) i va debutar el 23 de febrer de 1981. Va treballar a KOA fins a la seva mort.
El seu programa es podia rebre a més de 30 estats. Berg, que tenia opinions socials i polítiques liberals, es va fer conegut per molestar alguns interlocutors fins al punt que començaven a balbucejar, i després els renyava. Clarissa Pinkola Estés, del lloc web Moderate Voice, va escriure el 2007: "No es va ficar amb els pobres, els fràgils, els indefensos: va triar Roderick Elliot i Frank "Bud" Farell, que van escriure La mort de la raça blanca i Carta oberta als gentils, i altres persones dels grups supremacistes blancs... els grups que defensaven obertament l'odi cap als negres, els jueus, els esquerrans, els homosexuals, els hispans, altres minories i grups religiosos".
El 5 de març de 1982, Berg va intentar entrevistar Ellen Kaplan, membre del moviment LaRouche, sobre un incident que havia ocorregut el 7 de febrer de 1982 a l'aeroport internacional de Newark. Kaplan havia reconegut Henry Kissinger, que anava de camí a Boston per sotmetre's a una operació de bypass coronària, i li havia cridat una pregunta insultant ("És cert que et fiques al llit amb nois joves a l'Hotel Carlyle?"), i la seva dona, Nancy, va atacar Kaplan. Durant el seu programa, Berg va trucar a Kaplan per telèfon. Quan ella va contestar, ell la va presentar com "un ésser humà vil" i va elogiar l'atac de Nancy Kissinger. Després que Kaplan pengés, Berg va continuar ridiculitzant Kaplan i insultant-la verbalment durant la resta del programa. Posteriorment, KOA va rebre queixes dels oients i del xicot de Kaplan, i per suggeriment dels advocats dels propietaris de l'emissora, General Electric, la direcció de l'emissora va suspendre Berg de la feina durant uns dies. Després de tornar a la feina, Berg va moderar una mica els seus mètodes.

## Assassinat i conseqüències
Cap a les 9:30 del 18 de juny de 1984, Berg va tornar a la seva casa del carrer Adams després d'un sopar amb Judith, amb qui intentava reconciliar-se. Berg va sortir del seu Volkswagen Beetle negre i es van sentir trets, i Berg va rebre dotze trets, inclosos cinc que van entrar i sortir del seu cap. Berg va ser declarat oficialment mort al lloc dels fets a les 21:45. L'arma utilitzada en l'assassinat, una Ingram MAC-10 semiautomàtica, que havia estat convertida il·legalment en una arma automàtica, va ser posteriorment localitzada a la casa d'un dels membres del grup supremacista blanc L'Ordre que fou registrada per l'⁣Equip de Rescat d'Ostatges del Federal Bureau of Investigation.
Un exproductor de Berg creia que estava en una "llista de mort" tant per ser jueu com per haver qüestionat en directe les creences del moviment Identitat Cristiana que els jueus descendeixen de Satanàs. Al judici pel seu assassinat, els fiscals van sostenir que va ser assenyalat per a l'assassinat perquè era jueu i perquè la seva personalitat va provocar la ira dels supremacistes blancs. Al judici per conspiració dels membres de L'Ordre, l'organització supremacista blanca responsable d'organitzar l'assassinat, es va preguntar a un membre fundador del grup, Denver Daw Parmenter, per què Berg havia estat assenyalat com a objectiu. Parmenter va respondre que Berg "es pensava principalment que era antiblanc i que era jueu". Les restes de Berg van ser enterrades al cementiri jueu de Waldheim a Forest Park, a Illinois.
Quatre membres de L'Ordre, Jean Craig, David Lane, Bruce Pierce i Richard Scutari, van ser acusats de càrrecs federals per l'assassinat de Berg. Tanmateix, només Lane i Pierce van ser condemnats. Van ser declarats culpables d'extorsió, conspiració i violació dels drets civils de Berg. Lane va ser condemnat a 190 anys i Pierce a 252 anys. Tot i que Jean Craig i Richard Scutari van ser absolts de l'assassinat de Berg, van continuar complint condemnes de 40 i 60 anys, respectivament, per condemnes federals separades per extorsió. Craig va morir a la presó el 18 d'abril de 2001, mentre que Scutari va ser alliberat el desembre de 2024. Segons el Southern Poverty Law Center, Scutari és venerat com a màrtir i "presoner de guerra" per l'extrema dreta, i va continuar escrivint articles per a publicacions i llocs web de supremacia blanca des de la presó.
Lane era un exmembre del Ku Klux Klan que més tard es va unir al grup neonazi d'Identitat Cristiana Nació Ària. Va negar rotundament qualsevol implicació en l'assassinat de Berg, però tampoc es va penedir que Berg fos mort. En una entrevista presentada com a part del documental de History Channel Nazi America: A Secret History, Lane va admetre haver trucat al programa i haver provocat Berg perquè intercanviés opinions, i va declarar: "L'única cosa que he de dir sobre Alan Berg és que, independentment de qui ho hagi fet, no tornarà a dir la seva propaganda d'odi contra els blancs des del seu púlpit sionista de 50.000 watts durant força anys".
Lane, empresonat al Complex Correccional Federal de Terre Haute, Indiana, va morir d'una crisi epilèptica als 68 anys el 28 de maig de 2007. Bruce Pierce, que estava empresonat al Complex Correccional Federal del comtat d'Union, Pennsilvània, va morir de causes naturals als 56 anys el 16 d'agost de 2010. Craig i Scutari van ser condemnats per delictes no relacionats. El líder de L'Ordre, Robert Jay Mathews, que es creu que havia estat vigilant en l'assassinat de Berg, tot i que mai es va demostrar, va morir cremat durant un enfrontament amb les autoritats federals el 8 de desembre de 1984 a casa seva a Coupeville, Washington.

### En la cultura popular
L'obra de teatre God's Country de Steven Dietz de 1988 i la pel·lícula Betrayed de 1988 es basaven en l'incident, igual que la pel·lícula Brotherhood of Murder de 1999. L'adaptació cinematogràfica de 1988 del director Oliver Stone de l'obra de teatre Talk Radio d'⁣Eric Bogosian també es va inspirar en la mort de Berg. La seva vida i mort van ser narrades al llibre Talked to Death: The Life and Murder of Alan Berg de Stephen Singular.
Marc Maron interpretà Berg a la pel·lícula de 2024 The Order.